# Guidjel
Guidjel là một đô thị thuộc tỉnh Sétif, Algérie. Dân số thời điểm năm 2002 là 27.891 người.